# Émile Perrot
Pour les articles homonymes, voir Perrot.
Émile Perrot, né le 14 août 1867 à Marcilly-sur-Seine et mort le 16 septembre 1951 à Paris, est un pharmacien, professeur à la faculté de pharmacie, botaniste et mycologue français,,,.

## Biographie
En 1891, Émile Constant Perrot soutient sa thèse de pharmacie à Paris, intitulée Contribution à l'étude histologique des Lauracées.
Très tôt passionné par les champignons, il rejoint la toute jeune Société mycologique de France, dont il devient le secrétaire-général de 1895 à 1905,,.
En 1899, âgé de 32 ans, il soutient ses deux thèses :
- Anatomie comparée des Gentianacées. Thèse de doctorat ès sciences naturelles de la Sorbonne).
- Étude générale sur le tissu criblé. Thèse d'agrégation des Écoles supérieures de pharmacie.

En 1902, il est promu professeur à la Faculté de pharmacie de Paris et se spécialise en pharmacodynamie, matière médicale et botanique. Lauréat de l’Académie nationale de médecine (1913) avec le prix Desportes, puis de la Société de géographie (1915), il est missionné au Congo, en Côte d'Ivoire et au Sénégal (1914).
Émile Perrot devient commissaire du gouvernement général de Madagascar à la IIIe Exposition de caoutchouc à Londres (1914) puis membre du comité supérieur consultatif de l’Instruction publique aux colonies (1919). Affecté au gouvernement militaire de Paris comme pharmacien aide-major puis chef de laboratoire de bactériologie (1915), il est nommé adjoint au directeur du service de santé à Lyon (1918).
Membre correspondant hors des Colonies du groupe de l'Afrique occidentale française (AOF), 1917-1938, il participe à la mise en valeur des ressources et productions végétales dans les colonies françaises.
En 1922, il prit part au Conseil académique et au Conseil de la Nouvelle université de Paris et devint assesseur du doyen de la faculté.
En 1928, il devint directeur[pas clair] de l’École pratique des hautes études[réf. nécessaire].
De 1929 à 1938, il est membre du Comité des Experts Pharmacologistes de l'Office international d'hygiène publique chargé de l'évaluation des stupéfiants,,.

## Publications scientifiques
- Émile Perrot, Notice sur les titres et travaux scientifiques du Professeur Émile Perrot, éditée à l'occasion du Jubilé de sa vingtième année de Professorat, Paris, L. Maretheux, 1922 (lire en ligne).
- Émile Perrot, Supplément à la notice sur les titres et travaux scientifiques de M. Émile Perrot, publiée à l'occasion de sa 20e année de Professorat (1902-1923), Paris, L. Maretheux, 1927 (lire en ligne).
- Em. Perrot, Matières premières usuelles du règne végétal : thérapeutique, hygiène, industrie, Paris, Masson et Cie, 1943-1944, xxviii + 2343, deux tomes (SUDOC 004852176).
- Em. Perrot, « Phytothérapie, chimiothérapie, pharmacodynamie », La Nature, Paris, Masson et Cie « Soixante-quinzième année », no 3133,‎ 1er avril 1947, p. 119-121 (ISSN 0369-3392, lire en ligne).

## Plantes alimentaires et médicinales
- 1901 : Sur une Sapindacée à arille comestible : le Blighia sapida Koen. Paris, F. Levé.
- 1904 : Cartes de distribution géographique des principales matières premières d'origine végétale. Paris, A. Janin
- [Chevalier & Perrot 1905] Auguste Chevalier et Émile Perrot (pour les pommes de terre) (préf. Ed. Perrier), Les végétaux utiles de l'Afrique tropicale française, t. fasc. 1, Paris, Dépôt des publications, 152 p. (lire en ligne [sur archive.org]).
- [1907] Les végétaux utiles de l'Afrique tropicale française, t. fasc. 2 : Le Karité, l'Argan et quelques autres Sapotacées à graines grasses de l'Afrique, Paris, éd. A. Challamel, 194 p. (lire en ligne [sur bibdigital.rjb.csic.es]).
- [Perrot & Gérard 1907] Émile Perrot et Georges Gérard, Les végétaux utiles de l'Afrique tropicale française, t. fasc. 3 : Recherches sur les bois de différentes espèces de Légumineuses africaines, Paris, éd. A. Challamel, 155 p. (lire en ligne [sur bibdigital.rjb.csic.es]).
- 1908 : Quelques productions naturelles végétales de l'Afrique occidentale française. Melun, Impr. administrative, 28 p.
- 1909 : Le Thé en Chine et dans l'Indo-Chine. Paris, P. Dupont, 24 p.
- 1910 : Sur l'extrait physiologique de café vert. Bulletin général de thérapeutique.
- [Chevalier & Perrot 1911] Auguste Chevalier et Émile Perrot, Les végétaux utiles de l'Afrique tropicale française, t. fasc. 6 : Les kolatiers et les noix de kola, Paris, éd. A. Challamel, 16 pl. + 483 (lire en ligne [sur numba.cirad.fr]).
- 1926 : Le Chrysanthème insecticide (pyrèthre), ses préparations ; substitutions et falsifications. Vannes, Lafolye frères.
- 1927 : Yagé, ayahuasca, caapi et leur alcaloïde : télépathine ou yagéine. Bulletin des sciences pharmacologiques.
- 1932 : À propos des plantes stabilisées et du Digitalis lanata. Bulletin de la Société de thérapeutique.
- 1933 : Les Productions agricoles secondaires en association à la grande culture. Revue des agriculteurs de France, 31 p.
- 1939 : La Cueillette des plantes médicinales indigènes et la coopération scolaire. II. Les Plantes médicinales, principales ressources de nos coopératives scolaires vosgiennes. Paris, Ministère de l'agriculture, Laboratoire national de contrôle des médicaments, 46 p., Avec Euriat
- 1943 : Plantes médicinales de France. 4e volume. Paris, Presses universitaires de France, 48 p.

## Hommages
En 1901, le botaniste allemand Otto Warburg donne son nom à une espèce de sansevière, Sansevieria perrotii.